# Paspalum brachytrichum
Paspalum brachytrichum är en gräsart som beskrevs av Eduard Hackel. Paspalum brachytrichum ingår i släktet tvillinghirser, och familjen gräs. Inga underarter finns listade i Catalogue of Life.